# 里昂第一区
里昂第一区是法国罗讷-阿尔卑斯大区罗讷省首府里昂的九个区之一，位于索恩河与罗讷河交汇形成的半岛。
第一区于1852年3月24日建区。

## 名胜
- 里昂市政厅
- 里昂新歌剧院
- 里昂美术馆